# SENSE (雑誌)
SENSE（センス）は、株式会社センスが発行・発売する男性ファッション誌である。毎月10日発売。定価700円。

## 概要
出版元が『ラウンドハウス』と名乗っていた2000年に創刊。コンセプトは『男が惚れる男』で、ストリート系ファッション誌を卒業した20 - 30代男性を対象としている。
2007年3月に20代向けの系列誌『HEART』が創刊されたが、2009年2月号よりHEARTを再統合してリニューアル。同時に出版社の商号が『株式会社センス』と改められた。